# Iztacalco (estación)
Iztacalco es una de las estaciones que forman parte del Metro de la Ciudad de México, perteneciente a la Línea 8. Se ubica al oriente de la Ciudad de México, en la alcaldía Iztacalco.

## Información general
La silueta de la estación representa el arco de acceso al atrio de la iglesia del convento de San Matías, primer templo católico característico del rumbo. Iztacalco es una palabra náhuatl compuesta por los vocablos iztatl, "sal", calli, "casa", y co “lugar", por lo que significa "en la casa de la sal"; es decir, "lugar donde se recoge o produce la sal". 
Al concluir la conquista española los frailes franciscanos evangelizan a los pocos habitantes del lugar y establecen el convento de San Matías, en esa época los habitantes no eran más de 300 y la población se mantuvo estable debido al aislamiento del pueblo. Iztacalco sufre modificaciones en su territorio y en 1978, mediante una ley orgánica se convierte en una de las 16 delegaciones políticas en que se divide la Ciudad de México. 

## Afluencia
El total de usuarios en 2014 de la estación Iztacalco fue de 6,823,368 colocando la estación con más pasajeros de toda la línea.
| Tipo de día   | Afluencia promedio |
| ------------- | ------------------ |
| Día festivo   | 11,478             |
| Día laboral   | 20,890             |
| Fin de semana | 14,151             |
| Anual         | 18,694             |

La siguiente tabla muestra la afluencia de la estación en los últimos 10 años:
| Afluencia Anual de Pasajeros | Afluencia Anual de Pasajeros | Afluencia Anual de Pasajeros | Afluencia Anual de Pasajeros | Afluencia Anual de Pasajeros | Afluencia Anual de Pasajeros |
| ---------------------------- | ---------------------------- | ---------------------------- | ---------------------------- | ---------------------------- | ---------------------------- |
| Año                          | Afluencia                    | A Diario                     | Ranking                      | Incremento                   | Ref.                         |
| 2023                         | 5,614,604                    | 15,382                       | 81°/195                      | +2.83%                       | [ 3 ]                        |
| 2022                         | 5,460,060                    | 14,959                       | 76°/175                      | +25.08%                      | [ 4 ]                        |
| 2021                         | 4,365,189                    | 11,959                       | 68°/195                      | -2.00%                       | [ 5 ]                        |
| 2020                         | 4,454,330                    | 12,170                       | 78°/195                      | -44.34%                      | [ 6 ]                        |
| 2019                         | 8,002,058                    | 21,923                       | 77°/195                      | +1.04%                       | [ 7 ]                        |
| 2018                         | 7,919,352                    | 21,696                       | 79°/195                      | +3.29%                       | [ 8 ]                        |
| 2017                         | 7,666,917                    | 21,005                       | 82°/195                      | -3.55%                       | [ 9 ]                        |
| 2016                         | 7,949,025                    | 21,718                       | 81°/195                      | +2.45%                       | [ 10 ]                       |
| 2015                         | 7,759,199                    | 21,258                       | 82°/195                      | +2.03%                       | [ 11 ]                       |
| 2014                         | 7,604,880                    | 20,835                       | 85°/195                      | -3.61%                       | [ 12 ]                       |

## Salidas de la estación
- Nororiente: Eje 3 Oriente Av. Francisco del Paso y Troncoso esquina Avenida Canal de Tezontle, Colonia Los Picos de Iztacalco.
- Suroriente: Eje 3 Oriente Av. Francisco del Paso y Troncoso esquina Avenida Canal de Tezontle, Colonia Infonavit Iztacalco.
- Norponiente: Eje 3 Oriente Av. Francisco del Paso y Troncoso esquina Avenida Canal de Tezontle, Colonia Los Picos de Iztacalco.
- Surponiente: Eje 3 Oriente Av. Francisco del Paso y Troncoso esquina Avenida Canal de Tezontle, Colonia Campamento 2 de Octubre